# Мирный (Новониколаевский район)
Мирный — посёлок в Новониколаевском районе Волгоградской области России. Административный центр Мирного сельского поселения. Население 673 чел. (2010) .

## История
В соответствии с Законом Волгоградской области от 22 декабря 2004 года № 975-ОД «Об установлении границ и наделении статусом Новониколаевского района и муниципальных образований в его составе», посёлок возглавил Мирное сельское поселение.

## География
Расположен в северо-западной части региона, в степной зоне, в пределах Хопёрско-Бузулукской равнины. В посёлке 4 пруда.
Абсолютная высота — 155 метров над уровнем моря.

## Население
| 2010 |
| ---- |
| 673  |

Гендерный состав
По данным Всероссийской переписи населения 2010 года в гендерной структуре населения из 673 человек мужчин — 316, женщин — 357 (47,0 и 53,0 % соответственно).
Национальный состав
Согласно результатам переписи 2002 года, в национальной структуре населения
русские составляли 93 % от общей численности населения в 804 чел..

## Инфраструктура
Мирная средняя общеобразовательная школа (Школьная ул., 17).
Развитое сельское хозяйство. Личное подсобное хозяйство.
религия
Православный храм

## Транспорт
подъезд от автомобильной дороги «М-6 „Каспий“ — Куликовский — Хоперский — Верхнекардаильский — Новониколаевский» к п. Мирный (идентификационный номер 18 ОП МЗ 18Н-88-5).
Просёлочные дороги.